# Kanton Forcalquier
Kanton Forcalquier (fr. Canton de Forcalquier) je francouzský kanton v departementu Alpes-de-Haute-Provence v regionu Provence-Alpes-Côte d'Azur. Tvoří ho 10 obcí.

## Obce kantonu
- Dauphin
- Forcalquier
- Limans
- Mane
- Niozelles
- Pierrerue
- Saint-Maime
- Saint-Michel-l'Observatoire
- Sigonce
- Villeneuve